# 2024-es WTA 125K versenysorozat
A 2024-es WTA 125K versenysorozat a WTA által szervezett nemzetközi versenysorozat az élvonalat követő profi női teniszezők számára. A tornák díjalapja néhány kivételtől eltekintve általában 115 000 amerikai dollár.

## Szerezhető ranglistapontok
Rövidítések: Gy=győzelem; D=döntős; ED=elődöntős; ND=negyeddöntős; R16=16 között; R32=32 között; Q=kvalfikációt szerzett; Q2=kvalifikáció 2. fordulója; Q1=kvalifikáció 1. fordulója.
| Esemény               | Gy  | D  | ED | ND | R16 | R32 | R64 | R128 | Q | Q2 | Q1 |
| --------------------- | --- | -- | -- | -- | --- | --- | --- | ---- | - | -- | -- |
| Egyéni (32 résztvevő) | 125 | 81 | 49 | 27 | 15  | 1   | –   | –    | 6 | 4  | 1  |
| Páros (16 pár)        | 125 | 81 | 49 | 27 | 1   | –   | –   | –    | – | –  | –  |
| Páros (8 pár)         | 125 | 81 | 49 | 1  | –   | –   | –   | –    | – | –  | –  |

## Versenynaptár
| Kezdő dátum   | Torna                                                                                                | Bajnok                                                 | Döntős                                 | Elődöntősök                               | Negyeddöntősök                                                               |
| ------------- | --- | ------------------------------------------------------ | -------------------------------------- | ----------------------------------------- | ---------------------------------------------------------------------------- |
| Január 1      | Workday Canberra International Canberra, Ausztrália Kemény – $164,000 – 32S/32Q/16D                  | Nuria Párrizas Díaz 6–4, 6–3                           | Harriet Dart                           | Clara Tauson Katie Volynets               | Maya Joint Océane Dodin Bondár Anna Hibino Nao                               |
| Január 1      | Workday Canberra International Canberra, Ausztrália Kemény – $164,000 – 32S/32Q/16D                  | Veronika Erjavec Darja Semeņistaja 6–2, 6–4            | Kaylah McPhee Astra Sharma             | Clara Tauson Katie Volynets               | Maya Joint Océane Dodin Bondár Anna Hibino Nao                               |
| Február 5     | Mumbai Open Mumbai, India Kemény – $115,000 – 32S/24Q/16D                                            | Darja Semeņistaja 5–7, 7–6(6), 6–2                     | Storm Hunter                           | Arianne Hartono Katie Volynets            | Polina Kugyermetova Moyuka Uchijima Park So-hyun Alina Kornyejeva            |
| Február 5     | Mumbai Open Mumbai, India Kemény – $115,000 – 32S/24Q/16D                                            | Dalila Jakupović Sabrina Santamaria 6–4, 6–3           | Arianne Hartono Prarthana Thombare     | Arianne Hartono Katie Volynets            | Polina Kugyermetova Moyuka Uchijima Park So-hyun Alina Kornyejeva            |
| Február 19    | Mexico Series Puerto Vallarta 125 Puerto Vallarta, Mexikó Kemény – $115,000 – 32S/16Q/8D             | McCartney Kessler 5–7, 6–3, 6–0                        | Taylah Preston                         | María Lourdes Carlé Hailey Baptiste       | Julija Sztarodubceva Jéssica Bouzas Maneiro Robin Montgomery Léolia Jeanjean |
| Február 19    | Mexico Series Puerto Vallarta 125 Puerto Vallarta, Mexikó Kemény – $115,000 – 32S/16Q/8D             | Irina Simanovics Renata Zarazúa 6–2, 7–6(1)            | Angelica Moratelli Camilla Rosatello   | María Lourdes Carlé Hailey Baptiste       | Julija Sztarodubceva Jéssica Bouzas Maneiro Robin Montgomery Léolia Jeanjean |
| Március 11    | Fifth Third Charleston 125 Charleston, Egyesült Államok Kemény – $115,000 – 32S/16Q/16D              | Elisabetta Cocciaretto 6–3, 6–2                        | Gyiana Snajgyer                        | Vang Ja-fan Greet Minnen                  | Erika Andrejeva Océane Dodin McCartney Kessler Rebeka Masarova               |
| Március 11    | Fifth Third Charleston 125 Charleston, Egyesült Államok Kemény – $115,000 – 32S/16Q/16D              | Olivia Gadecki Olivia Nicholls 6–2, 6–1                | Sara Errani Tereza Mihalíková          | Vang Ja-fan Greet Minnen                  | Erika Andrejeva Océane Dodin McCartney Kessler Rebeka Masarova               |
| Március 25    | San Luis Open San Luis Potosí, Mexikó Salak – $115,000 – 32S/8Q/16D                                  | Nadia Podoroska 6–1, 6–2                               | Francesca Jones                        | Julia Riera Elisabetta Cocciaretto        | Robin Montgomery Suzan Lamens Lucrezia Stefanini Laura Pigossi               |
| Március 25    | San Luis Open San Luis Potosí, Mexikó Salak – $115,000 – 32S/8Q/16D                                  | Bondár Anna Tamara Zidanšek játék nélkül               | Laura Pigossi Katarzyna Piter          | Julia Riera Elisabetta Cocciaretto        | Robin Montgomery Suzan Lamens Lucrezia Stefanini Laura Pigossi               |
| Március 25    | Megasaray Hotels Open Antalya, Törökország Salak – $115,000 – 32S/16Q/16D                            | Jéssica Bouzas Maneiro 6–2, 4–6, 6–2                   | Irina-Camelia Begu                     | Simona Waltert Moyuka Uchijima            | Olga Danilović Polina Kugyermetova Polona Hercog Zeynep Sönmez               |
| Március 25    | Megasaray Hotels Open Antalya, Törökország Salak – $115,000 – 32S/16Q/16D                            | Angelica Moratelli Camilla Rosatello 6–3, 3–6, [15–13] | Babos Tímea Vera Zvonarjova            | Simona Waltert Moyuka Uchijima            | Olga Danilović Polina Kugyermetova Polona Hercog Zeynep Sönmez               |
| Április 1     | Open Internacional Femení Solgironès La Bisbal d’Empordà, Spanyolország Salak – $115,000 – 32S/8Q/8D | María Lourdes Carlé 3–6, 6–1, 6–2                      | Rebeka Masarova                        | Olga Danilović Gálfi Dalma                | Rebecca Šramková Elsa Jacquemot Okszana Szelehmetyeva Zeynep Sönmez          |
| Április 1     | Open Internacional Femení Solgironès La Bisbal d’Empordà, Spanyolország Salak – $115,000 – 32S/8Q/8D | Miriam Kolodziejová Anna Sisková játék nélkül          | Babos Tímea Gálfi Dalma                | Olga Danilović Gálfi Dalma                | Rebecca Šramková Elsa Jacquemot Okszana Szelehmetyeva Zeynep Sönmez          |
| Április 15    | Oeiras Ladies Open Oeiras, Portugália Salak – $164,000 – 32S/16Q/16D                                 | Suzan Lamens 6–4, 5–7, 6–4                             | Clara Tauson                           | Bernarda Pera Kristina Mladenovic         | Francisca Jorge Matilde Jorge Aliona Falei Varvara Lepchenko                 |
| Április 15    | Oeiras Ladies Open Oeiras, Portugália Salak – $164,000 – 32S/16Q/16D                                 | Francisca Jorge Matilde Jorge 6–0, 6–4                 | Harriet Dart Kristina Mladenovic       | Bernarda Pera Kristina Mladenovic         | Francisca Jorge Matilde Jorge Aliona Falei Varvara Lepchenko                 |
| Április 29    | L'Open 35 de Saint-Malo Saint-Malo, Franciaország Salak – $115,000 – 32S/14Q/16D                     | Loïs Boisson 4–6, 7–6(3), 6–3                          | Chloé Paquet                           | Céline Naef Alizé Cornet                  | Clara Burel Peyton Stearns Katie Volynets Jessika Ponchet                    |
| Április 29    | L'Open 35 de Saint-Malo Saint-Malo, Franciaország Salak – $115,000 – 32S/14Q/16D                     | Amina Ansba Anastasia Dețiuc 7–6(7), 2–6, [10–5]       | Estelle Cascino Carole Monnet          | Céline Naef Alizé Cornet                  | Clara Burel Peyton Stearns Katie Volynets Jessika Ponchet                    |
| Április 29    | Catalonia Open WTA 125 Lleida, Spanyolország Salak – $115,000 – 32S/16Q/16D                          | Kateřina Siniaková 6–4, 4–6, 6–3                       | Mayar Sherif                           | Guiomar Maristany Camila Osorio           | Emma Navarro Arantxa Rus Magdalena Fręch Ashlyn Krueger                      |
| Április 29    | Catalonia Open WTA 125 Lleida, Spanyolország Salak – $115,000 – 32S/16Q/16D                          | Nicole Melichar-Martinez Ellen Perez 7–5, 6–2          | Katarzyna Piter Mayar Sherif           | Guiomar Maristany Camila Osorio           | Emma Navarro Arantxa Rus Magdalena Fręch Ashlyn Krueger                      |
| Május 13      | Trophée Clarins Párizs, Franciaország Salak – $115,000 – 32S/8Q/8D                                   | Gyiana Snajgyer 6–2, 3–6, 6–4                          | Emma Navarro                           | Elena-Gabriela Ruse Varvara Gracsova      | Fiona Ferro Alizé Cornet Erika Andrejeva Katie Boulter                       |
| Május 13      | Trophée Clarins Párizs, Franciaország Salak – $115,000 – 32S/8Q/8D                                   | Asia Muhammad Aldila Sutjiadi 7–6(3), 4–6, [11–9]      | Monica Niculescu Csu Lin               | Elena-Gabriela Ruse Varvara Gracsova      | Fiona Ferro Alizé Cornet Erika Andrejeva Katie Boulter                       |
| Május 13      | Parma Ladies Open Parma, Olaszország Salak – $115,000 – 32S/8Q/10D                                   | Anna Karolína Schmiedlová 7–5, 2–6, 6–4                | Mayar Sherif                           | Renata Zarazúa Jule Niemeier              | Peyton Stearns Kamilla Rahimova Jesika Malečková Zeynep Sönmez               |
| Május 13      | Parma Ladies Open Parma, Olaszország Salak – $115,000 – 32S/8Q/10D                                   | Anna Danilina Irina Hromacsova 6–1, 6–2                | Elixane Lechemia Ingrid Martins        | Renata Zarazúa Jule Niemeier              | Peyton Stearns Kamilla Rahimova Jesika Malečková Zeynep Sönmez               |
| Június 3      | Makarska Open Makarska, Horvátország Salak – $115,000 – 32S/16Q/8D                                   | Katie Volynets 3–6, 6–2, 6–1                           | Mayar Sherif                           | Vang Hszi-jü Petra Martić                 | Léolia Jeanjean Brenda Fruhvirtová Maya Joint Hibino Nao                     |
| Június 3      | Makarska Open Makarska, Horvátország Salak – $115,000 – 32S/16Q/8D                                   | Sabrina Santamaria Irina Simanovics 6–4, 3–6, [10–6]   | Hibino Nao Okszana Kalasnikova         | Vang Hszi-jü Petra Martić                 | Léolia Jeanjean Brenda Fruhvirtová Maya Joint Hibino Nao                     |
| Június 3      | Open Delle Puglie Bari, Olaszország Salak – $115,000 – 32S/8Q/8D                                     | Anca Todoni 6–4, 6–0                                   | Udvardy Panna                          | Nadia Podoroska Tamara Zidanšek           | Beatrice Ricci Eva Lys Martina Trevisan Renata Zarazúa                       |
| Június 3      | Open Delle Puglie Bari, Olaszország Salak – $115,000 – 32S/8Q/8D                                     | Anna Danilina Irina Hromacsova 6–1, 6–3                | Angelica Moratelli Renata Zarazúa      | Nadia Podoroska Tamara Zidanšek           | Beatrice Ricci Eva Lys Martina Trevisan Renata Zarazúa                       |
| Június 10     | Open Internacional de Valencia Valencia, Spanyolország Salak – $115,000 – 32S/16Q/8D                 | Ann Li 6–3, 6–4                                        | Viktorija Tomova                       | Irina Simanovics Jéssica Bouzas Maneiro   | Darja Semeņistaja Laura Pigossi Elvina Kalieva Marina Bassols Ribera         |
| Június 10     | Open Internacional de Valencia Valencia, Spanyolország Salak – $115,000 – 32S/16Q/8D                 | Katarzyna Piter Stollár Fanny 6–1, 4–6, [10–8]         | Angelica Moratelli Renata Zarazúa      | Irina Simanovics Jéssica Bouzas Maneiro   | Darja Semeņistaja Laura Pigossi Elvina Kalieva Marina Bassols Ribera         |
| Június 17     | Veneto Open Gaiba, Olaszország Fű – $115,000 – 32S/8D                                                | Alycia Parks 6–3, 6–1                                  | Bernarda Pera                          | Susan Bandecchi Sara Errani               | Ankita Raina Robin Montgomery Alexandra Eala Kamilla Rahimova                |
| Június 17     | Veneto Open Gaiba, Olaszország Fű – $115,000 – 32S/8D                                                | Hailey Baptiste Alycia Parks 7–6(4), 6–2               | Miriam Kolodziejová Anna Sisková       | Susan Bandecchi Sara Errani               | Ankita Raina Robin Montgomery Alexandra Eala Kamilla Rahimova                |
| Július 8      | Nordea Open Båstad, Svédország Salak – $115,000 – 32S/16Q/16D                                        | Martina Trevisan 6–2, 6–2                              | Ann Li                                 | Louisa Chirico Nuria Párrizas Díaz        | Diane Parry Katarina Zavacka Tamara Korpatsch Katarzyna Kawa                 |
| Július 8      | Nordea Open Båstad, Svédország Salak – $115,000 – 32S/16Q/16D                                        | Peangtarn Plipuech Tsao Chia-yi 7–5, 6–3               | María Lourdes Carlé Julia Riera        | Louisa Chirico Nuria Párrizas Díaz        | Diane Parry Katarina Zavacka Tamara Korpatsch Katarzyna Kawa                 |
| Július 8      | Grand Est Open 88 Contrexéville, Franciaország Salak – $115,000 – 32S/16Q/16D                        | Lucia Bronzetti 6–4, 6–7(4), 7–5                       | Mayar Sherif                           | Kao Hszin-jü Séléna Janicijevic           | Margaux Rouvroy Elsa Jacquemot Emiliana Arango Dalila Jakupović              |
| Július 8      | Grand Est Open 88 Contrexéville, Franciaország Salak – $115,000 – 32S/16Q/16D                        | Okszana Kalasnikova Irina Simanovics 5–7, 6–3, [10–7]  | Vu Fang-hszien Csang Suaj              | Kao Hszin-jü Séléna Janicijevic           | Margaux Rouvroy Elsa Jacquemot Emiliana Arango Dalila Jakupović              |
| Július 22     | Polish Open Varsó, Lengyelország Kemény – $115,000 – 32S/16Q/16D                                     | Alycia Parks 4–6, 6–3, 6–3                             | Maya Joint                             | Maja Chwalińska Leonie Küng               | Mariam Bolkvadze Darja Semeņistaja Isabella Sinikova Lina Glushko            |
| Július 22     | Polish Open Varsó, Lengyelország Kemény – $115,000 – 32S/16Q/16D                                     | Weronika Falkowska Martyna Kubka 6–4, 7–6(5)           | Céline Naef Nina Stojanović            | Maja Chwalińska Leonie Küng               | Mariam Bolkvadze Darja Semeņistaja Isabella Sinikova Lina Glushko            |
| Augusztus 5   | German Open Hamburg Hamburg, Németország Salak – $115,000 – 32S/8Q/8D                                | Bondár Anna 6–4, 6–2                                   | Arantxa Rus                            | Olga Danilović Elena-Gabriela Ruse        | Mayar Sherif Eva Lys Polina Kugyermetova Tamara Korpatsch                    |
| Augusztus 5   | German Open Hamburg Hamburg, Németország Salak – $115,000 – 32S/8Q/8D                                | Bondár Anna Kimberley Zimmermann 5–7, 6–3, [11–9]      | Arantxa Rus Nina Stojanović            | Olga Danilović Elena-Gabriela Ruse        | Mayar Sherif Eva Lys Polina Kugyermetova Tamara Korpatsch                    |
| Augusztus 12  | Barranquilla Open Barranquilla, Kolumbia Kemény – $115,000 – 32S/10Q/8D                              | Nadia Podoroska 6–2, 1–6, 6–3                          | Tatjana Maria                          | Antonia Ružić Anasztaszija Szoboljeva     | Suzan Lamens Solana Sierra Mariam Bolkvadze Viktória Hrunčáková              |
| Augusztus 12  | Barranquilla Open Barranquilla, Kolumbia Kemény – $115,000 – 32S/10Q/8D                              | Jessica Failla Hiroko Kuwata 4–6, 7–6(2), [10–7]       | Quinn Gleason Ingrid Martins           | Antonia Ružić Anasztaszija Szoboljeva     | Suzan Lamens Solana Sierra Mariam Bolkvadze Viktória Hrunčáková              |
| Szeptember 2  | Guadalajara 125 Open Guadalajara, Mexikó Kemény – $115,000 – 32S/16Q/16D                             | Kamilla Rahimova 6–3, 6–7(5), 6–3                      | Tatjana Maria                          | Anna Karolína Schmiedlová Emiliana Arango | Emina Bektas Olivia Gadecki Rebecca Marino Martina Trevisan                  |
| Szeptember 2  | Guadalajara 125 Open Guadalajara, Mexikó Kemény – $115,000 – 32S/16Q/16D                             | Katarzyna Piter Stollár Fanny 6–4, 7–5                 | Angelica Moratelli Sabrina Santamaria  | Anna Karolína Schmiedlová Emiliana Arango | Emina Bektas Olivia Gadecki Rebecca Marino Martina Trevisan                  |
| Szeptember 2  | Montreux Nestlé Open Montreux, Svájc Salak – $115,000 – 32S/16Q/16D                                  | Irina-Camelia Begu 1–6, 6–3, 6–0                       | Petra Marčinko                         | Darja Semeņistaja Nuria Párrizas Díaz     | Anca Todoni Polina Kugyermetova Jil Teichmann Tara Würth                     |
| Szeptember 2  | Montreux Nestlé Open Montreux, Svájc Salak – $115,000 – 32S/16Q/16D                                  | Quinn Gleason Ingrid Martins 6–3, 4–6, [10–7]          | María Lourdes Carlé Simona Waltert     | Darja Semeņistaja Nuria Párrizas Díaz     | Anca Todoni Polina Kugyermetova Jil Teichmann Tara Würth                     |
| Szeptember 9  | Țiriac Foundation Trophy Bukarest, Románia Salak – $115,000 – 32S/16Q/16D                            | Miriam Bulgaru 6–3, 1–6, 6–4                           | Kathinka von Deichmann                 | Patricia Maria Țig Ekaterine Gorgodze     | María Lourdes Carlé Anouk Koevermans Marie Benoît Alevtina Ibragimova        |
| Szeptember 9  | Țiriac Foundation Trophy Bukarest, Románia Salak – $115,000 – 32S/16Q/16D                            | Carole Monnet Darja Semeņistaja 1–6, 6–2, [10–7]       | Aliona Bolsova Katarzyna Kawa          | Patricia Maria Țig Ekaterine Gorgodze     | María Lourdes Carlé Anouk Koevermans Marie Benoît Alevtina Ibragimova        |
| Szeptember 9  | WTA 2024 Zavarovalnica Sava Ljubljana Ljubljana, Szlovénia Salak – $115,000 – 32S/16Q/16D            | Jil Teichmann 7–6(10–8), 6–4                           | Nuria Párrizas Díaz                    | Francesca Jones Olga Danilović            | Victoria Jiménez Kasintseva Kristina Dmitruk Ella Seidel Nuria Brancaccio    |
| Szeptember 9  | WTA 2024 Zavarovalnica Sava Ljubljana Ljubljana, Szlovénia Salak – $115,000 – 32S/16Q/16D            | Nuria Brancaccio Leyre Romero Gormaz 5–7, 7–5, [10–7]  | Lina Gjorcheska Jil Teichmann          | Francesca Jones Olga Danilović            | Victoria Jiménez Kasintseva Kristina Dmitruk Ella Seidel Nuria Brancaccio    |
| Szeptember 30 | Hong Kong 125 Open Hongkong Kína Kemény – $115,000 – 32S/16Q/16D                                     | Ajla Tomljanović 4–6, 6–4, 6–4                         | Clara Tauson                           | Anna Blinkova Varvara Gracsova            | Emma Navarro McCartney Kessler Suzan Lamens Hibino Nao                       |
| Szeptember 30 | Hong Kong 125 Open Hongkong Kína Kemény – $115,000 – 32S/16Q/16D                                     | Monica Niculescu Elena-Gabriela Ruse 6–3, 5–7, [10–5]  | Hibino Nao Ninomija Makoto             | Anna Blinkova Varvara Gracsova            | Emma Navarro McCartney Kessler Suzan Lamens Hibino Nao                       |
| Október 21    | Abierto Tampico Tampico, Mexikó Kemény – $115,000 – 32S/8Q/16D                                       | Marina Stakusic 6–4, 2–6, 6–4                          | Anna Blinkova                          | Sara Sorribes Tormo Rebecca Marino        | Lucrezia Stefanini Tatjana Maria Maya Joint Varvara Lepchenko                |
| Október 21    | Abierto Tampico Tampico, Mexikó Kemény – $115,000 – 32S/8Q/16D                                       | Carmen Corley Rebecca Marino 6–3, 6–3                  | Alina Kornyejeva Polina Kugyermetova   | Sara Sorribes Tormo Rebecca Marino        | Lucrezia Stefanini Tatjana Maria Maya Joint Varvara Lepchenko                |
| Október 28    | Bolivia Open Santa Cruz, Bolivia Salak – $115,000 – 32S/16Q/16D                                      | Anca Todoni 7–6(5), 6–0                                | Emiliana Arango                        | Udvardy Panna Darja Semeņistaja           | Leyre Romero Gormaz Tara Würth Julia Riera Chloé Paquet                      |
| Október 28    | Bolivia Open Santa Cruz, Bolivia Salak – $115,000 – 32S/16Q/16D                                      | Nuria Brancaccio Leyre Romero Gormaz 6–4, 6–4          | Aliona Bolsova Valerija Sztrahova      | Udvardy Panna Darja Semeņistaja           | Leyre Romero Gormaz Tara Würth Julia Riera Chloé Paquet                      |
| November 4    | Dow Tennis Classic Midland, Egyesült Államok Kemény (f) – $115,000 – 32S/16Q/16D                     | Rebecca Marino 6–2, 6–1                                | Alycia Parks                           | Leszja Curenko Lauren Davis               | Karina Miller Alina Kornyejeva Astra Sharma Varvara Lepchenko                |
| November 4    | Dow Tennis Classic Midland, Egyesült Államok Kemény (f) – $115,000 – 32S/16Q/16D                     | Emily Appleton Maia Lumsden 6–2, 4–6, [10–5]           | Ariana Arseneault Mia Kupres           | Leszja Curenko Lauren Davis               | Karina Miller Alina Kornyejeva Astra Sharma Varvara Lepchenko                |
| November 4    | Cali Open Cali, Kolumbia Salak – $115,000 – 32S/16Q/16D                                              | Irina-Camelia Begu 6–3, 6–3                            | Veronika Erjavec                       | Udvardy Panna Tina Nadine Smith           | Camila Osorio Jazmín Ortenzi Leyre Romero Gormaz Anca Todoni                 |
| November 4    | Cali Open Cali, Kolumbia Salak – $115,000 – 32S/16Q/16D                                              | Veronika Erjavec Kristina Mladenovic 6–2, 7–6(4)       | Tara Würth Katarina Zavacka            | Udvardy Panna Tina Nadine Smith           | Camila Osorio Jazmín Ortenzi Leyre Romero Gormaz Anca Todoni                 |
| November 18   | Fifth Third Charleston WTA 125 Charleston, Egyesült Államok Kemény – $115,000 – 32S/16Q/16D          | Renata Zarazúa 6–1, 7–6(4)                             | Hanna Chang                            | Lauren Davis Nuria Brancaccio             | Louisa Chirico Gabriela Lee Varvara Lepchenko Leyre Romero Gormaz            |
| November 18   | Fifth Third Charleston WTA 125 Charleston, Egyesült Államok Kemény – $115,000 – 32S/16Q/16D          | Nuria Brancaccio Leyre Romero Gormaz 7–6(6), 6–2       | Kayla Cross Liv Hovde                  | Lauren Davis Nuria Brancaccio             | Louisa Chirico Gabriela Lee Varvara Lepchenko Leyre Romero Gormaz            |
| November 18   | Copa LP Chile Colina, Chile Salak – $115,000 – 32S/16Q/16D                                           | Nina Stojanović 3–6, 6–4, 6–4                          | María Lourdes Carlé                    | Sára Bejlek Mayar Sherif                  | Darja Semeņistaja Guiomar Maristany Francisca Jorge Georgia Crăciun          |
| November 18   | Copa LP Chile Colina, Chile Salak – $115,000 – 32S/16Q/16D                                           | Mayar Sherif Nina Stojanović játék nélkül              | Léolia Jeanjean Kristina Mladenovic    | Sára Bejlek Mayar Sherif                  | Darja Semeņistaja Guiomar Maristany Francisca Jorge Georgia Crăciun          |
| November 25   | WTA Argentine Open Buenos Aires, Argentína Salak – $115,000 – 32S/16Q/16D                            | Mayar Sherif 6–3, 4–6, 6–4                             | Katarzyna Kawa                         | María Lourdes Carlé Sára Bejlek           | Darja Semeņistaja Julia Riera Jazmín Ortenzi Léolia Jeanjean                 |
| November 25   | WTA Argentine Open Buenos Aires, Argentína Salak – $115,000 – 32S/16Q/16D                            | Maja Chwalińska Katarzyna Kawa 6–4, 3–6, [10–7]        | Laura Pigossi Mayar Sherif             | María Lourdes Carlé Sára Bejlek           | Darja Semeņistaja Julia Riera Jazmín Ortenzi Léolia Jeanjean                 |
| December 2    | Open in Arte Angers Loire Angers, Franciaország Kemény (f) – $115,000 – 32S/16Q/16D                  | Alycia Parks 7–6(7–4), 3–6, 6–0                        | Belinda Bencic                         | Mona Barthel Dominika Šalková             | Barbora Palicová Victoria Jiménez Kasintseva Océane Dodin Varvara Lepchenko  |
| December 2    | Open in Arte Angers Loire Angers, Franciaország Kemény (f) – $115,000 – 32S/16Q/16D                  | Monica Niculescu Elena-Gabriela Ruse 6–3, 6–4          | Belinda Bencic Céline Naef             | Mona Barthel Dominika Šalková             | Barbora Palicová Victoria Jiménez Kasintseva Océane Dodin Varvara Lepchenko  |
| December 2    | MundoTenis Open Florianópolis, Brazília Salak – $115,000 – 32S/16Q/16D                               | Maja Chwalińska 6–1, 6–2                               | Ylena In-Albon                         | María Lourdes Carlé Léolia Jeanjean       | Katarzyna Kawa Nicole Fossa Huergo Valerija Sztrahova Mayar Sherif           |
| December 2    | MundoTenis Open Florianópolis, Brazília Salak – $115,000 – 32S/16Q/16D                               | Maja Chwalińska Laura Pigossi 7–6(7–3), 6–3            | Nicole Fossa Huergo Valerija Sztrahova | María Lourdes Carlé Léolia Jeanjean       | Katarzyna Kawa Nicole Fossa Huergo Valerija Sztrahova Mayar Sherif           |
| December 9    | Open de Limoges Limoges, Franciaország Kemény (f) – $115,000 – 32S/16Q/16D                           | Viktorija Golubic 7–5, 6–4                             | Céline Naef                            | Elsa Jacquemot Nuria Párrizas Díaz        | Manon Léonard Erika Andrejeva Varvara Lepchenko Carole Monnet                |
| December 9    | Open de Limoges Limoges, Franciaország Kemény (f) – $115,000 – 32S/16Q/16D                           | Elsa Jacquemot Margaux Rouvroy 6–4, 6–3                | Erika Andrejeva Séléna Janicijevic     | Elsa Jacquemot Nuria Párrizas Díaz        | Manon Léonard Erika Andrejeva Varvara Lepchenko Carole Monnet                |